# Пол Годж
Пол Годж (1934—2019) — американський астрономом, основною сферою досліджень якого було зоряне населення галактик.

## Освіта та працевлаштування
Годж народився 8 листопада 1934 року в Сіетлі, штат Вашингтон, і виріс у сусідньому місті Сногоміш. У юності його інтереси зосереджувалися насамперед у фізиці, астрономії та музиці. Він здобув ступінь бакалавра фізики в Єльському університеті в 1956 році та ступінь доктора філософії з астрономії в Гарвардському університеті в 1960 році. Він був постдоком Національного наукового фонду в обсерваторіях Маунт-Вілсон і Паломар, перш ніж отримав постійну позицію в Університеті Каліфорнії в Берклі в 1961 році. У 1965 році він переїхав до Університеті Вашингтону, де працював до 2006 року і став професором-емеритом з астрономії. З 1984 по 2004 рік він був головним редактором Astronomical Journal.

## Дослідження
Годж був автором або співавтором понад 550 наукових робіт і 28 книг. Більшість його робіт присвячені позагалактичному всесвіту, особливо сусіднім галактикам, їх відстані та історії їх дослідження. Його дослідження Магелланових Хмар, які проводилися в обсерваторіях Південної Африки, Австралії та Чилі, включали дослідження молодих зоряних асоціацій, перший каталог яких він опублікував спільно зі своїми учнями. Разом із колегою Френсіс Вудворт Райт він опублікував два широко використовувані атласи Магелланових хмар. Він був першим, хто досліджував структуру карликових галактик Місцевої групи і провів перше великомасштабне дослідження зон зореутворення (зон HII) у спіральних галактиках, у якому він та його учні нанесли на карту загалом 13011 таких зон. Він і його колишній учень К. Крінке відкрили 652 зоряних скупчення в галактиці Андромеди.
У перші роки своєї кар'єри він також виконав новаторську роботу зі збору міжпланетного пилу у верхніх шарах земної атмосфери. Разом зі своїм аспірантом Дональдом Браунлі він першим використав висотні літальні апарати (наприклад, B52 та U2) для збору частинок метеоритного пилу. Разом вони також досліджували метеоритний пил з глибоководних відкладів і з Місяця. Крім того, він збирав і вивчав метеоритні частинки в ґрунті навколо земних метеоритних кратерів.
Годж захоплювався горами, багато гуляв Каскадними горами та видав шість книг про гори та гірські стежки. У 2001 році на його честь назвали астероїд 14466 Годж.